# جيمس هانسن
جيمس هانسن (بالإنجليزية: James Hansen)‏ (و. 1941 – م) هو فيزيائي، وأستاذ جامعي من الولايات المتحدة الأمريكية . ولد في دينيسون . وهو عضو في الأكاديمية الوطنية للعلوم .

## النشأة والتعليم
وُلد هانسن في دينيسون، أيوا لوالديه جيمس إيفّان هانسن وغلاديس راي هانسن. دُرِّب في الفيزياء والفلك في برنامج علم الفضاء التابع لجيمس فّان آلين في جامعة أيوا. حصل على شهادته الجامعية في الفيزياء والرياضيات بأعلى درجات التميز عام 1963، وشهادة الماجستير في علم الفلك عام 1965 وشهادة الدكتوراه في الفيزياء عام 1967، جميع الدرجات كانت من جامعة أيوا. شارك في تدريب ناسا للخريجين منذ عام 1962 وحتى 1966، وكان في نفس الوقت طالبًا زائرًا في معهد الفيزياء الفلكية في جامعة كيوتو وفي قسم علم الفلك في جامعة طوكيو. ثم بدأ العمل في معهد غودارد لدراسات الفضاء عام 1967.

## سيرته المهنية
بعد الدراسات المتقدمة، استمر هانسن في عمله مع نماذج النقل المشعة، محاولًا فهم جو الزهرة. طبق ونقح هذه النماذج لاحقًا لكي يفهم جو الأرض، وبالأخص، تأثيرات الهباء الجوي والغازات النزرة على مناخ الأرض. ساهم تطويره واستعماله لنماذج المناخ العالمية في فهم أكثر لمناخ الأرض.  نُشر في عام 2009 كتابه بعنوان عواصف أحفادي. قدَّم عام 2012 التيد توك بعنوان «لماذا يجب أن أتكلم عن التغير المناخي».
كان مدير معهد غودارد لدراسات الفضاء التابع لوكالة ناسا بين عامي 1981 و2013 في مدينة نيويورك، كجزء من مركز غودارد لرحلات الفضاء.
بدأ هانسن في إدارة برنامج علم المناخ، الوعي والحلول في معهد الأرض لجامعة كولومبيا. يعمل البرنامج للاستمرار في «ربط النقاط» من تطوير علم المناخ الأساسي إلى الترويج للوعي العام لمناصرة إلى مبادرات هذه السياسة.
يُمثل هانسن حفيدته و «الأجيال المستقبلية» أيضًا كالمدعين في دعوى جوليانا ضد الولايات المتحدة، والتي تُقاضى حكومة الولايات المتحدة وبعضًا من شاغلي المناصب التنفيذية فيها على عدم الحفاظ على نظام مناخي مستقر.

## البحوث والمنشورات
كطالب جامعي في جامعة أيوا، انجذب هانسن إلى العلم والبحث الذي قام به جيمس فّان آلين في برنامج علم الفضاء في قسم الفيزياء والفلك.  ثم تحول تركيزه بعد عقد من الزمن إلى بحوث الكواكب التي تضمنت محاولة فهم التغير المناخي على الأرض الذي سوف تتسبب به التغيرات البشرية لمكونات الغلاف الجوي.
قال هانسن أن أحد نتائج بحثه هو الانتقال الإشعاعي في الغلاف الجوي للكواكب، وبالأخص تفسير الاستشعار عن بعد للغلاف الجوي للأرض وسطحها من الأقمار الصناعية.  بسبب قدرة الأقمار الصناعية على مراقبة الكوكب بأكمله، وقد تكون إحدى أكثر الطرق فعاليةً لمراقبة ودراسة التغير العالمي. تضمنت اهتماماته الأخرى نماذج الدوران العالمية للمساعدة في فهم نزعات المناخ التي تُلاحظ، وتشخيص التأثير البشري على المناخ.

### دراسات عن الزهرة
نشر هانسن عدة أوراق بحثية عن كوكب الزهرة، وذلك بعد إكماله لأطروحة الدكتوراه في أواخر الستينيات وبدايات سبعينيات القرن العشرين. يمتلك كوكب الزهرة درجة حرارة سطوع عالية في الموجات الراديوية مقارنةً بالأشعة تحت الحمراء. اقترح أن السطح الساخن كان نتيجةً للهباء الجوي الذي يحصر الطاقة الداخلية للكوكب. اقترحت دراسات أحدث بأن الغلاف الجوي لكوكب الزهرة كان قبل عدة مليارات السنين يشبه الأرض بشكل أكثر مقارنةً بالآن وربما كان هنالك كميات كبيرة من الماء السائل على السطح، ولكن جموح تأثير الاحتباس الحراري كان سببه تبخر ذلك الماء الأولي، والذي ولَّد مستوى خطيرًا من غازات الدفيئة في غلافه الجوي.
استمر هانسن في دراسته للزهرة عن طريق النظر إلى مكونات غيومه. نظر إلى انعكاسية الأشعة الحمراء القريبة لغيوم الجليد، وقارنها بملاحظات الزهرة، ووجد أنها تتوافق من حيث النوع. استطاع أيضًا استعمال نموذج النقل الإشعاعي لإنشاء حدٍ أعلى لحجم جزيئات الجليد في حال كون الغيوم مصنوعة من الجليد. نُشرت الأدلة في بداية الثمانينيات من القرن العشرين وأظهرت أن الغيوم تتألف بشكل أساسي من قطرات ثاني أكسيد الكبريت وحمض الكبريتيك.
بحلول عام 1974، لم تكن مكونات غيوم الزهرة محددةً بعد، مع اقتراح عدة علماء لمجموعة واسعة من المكونات، من ضمنها الماء السائل والمحاليل المائية لكلوريد الحديد. استعمل هانسن وهوفينير استقطاب أشعة الشمس المنعكس من الكوكب لإثبات أن الغيوم كانت كروية وتمتلك مؤشر انكسار ونصف القطر الفعال لقطرة الغيمة مما أزال جميع أنواع الغيوم المقترحة ما عدا حمض الكبريتيك. ووسع هانسن وكيوشي كواباتا عملهما هذا عن طريق النظر إلى تنوعات الاستقطاب على كوكب الزهرة. وجدوا أن الغيوم المرئية هي ضبابٌ منتشر عوضًا عن غيمة سميكة، مما يؤكد نفس النتائج التي تم الحصول عليها من المرور فوق الشمس.
أُطلق مشروع بيونير الزهرة في مايو 1978 ووصل الزهرة في أواخر نفس السنة. تعاون هانسن مع لاري ترافّيس وزملاء آخرين عام 1979 في مقالة لمجلة ساينس تتكلم عن تطور وتقلب الغيوم في طيف الأشعة فوق البنفسجية. استنتجوا أن هنالك ما لا يقل عن ثلاثة مواد مختلفة للغيوم بإمكانها إحداث الصور: طبقة ضباب رقيقة، غيوم حمض الكبريتيك وماص الأشعة فوق البنفسجية غير المعروف تحت طبقة غيوم حمض الكبريتيك. أكدت بيانات الاستقطاب الخطي التي تم الحصول عليها من نفس المهمة أن الغيوم في المستوى المنخفض والمتوسط كانت حمض كبريتيك مع نصف قطر بمقدار حوالي 1 مايكرومتر. كان هنالك طبقة من ضباب الجسيمات الفرعية فوق طبقة الغيوم.
نُشر أول تحليل لدرجات الحرارة العالمية لمعهد غودارد لدراسات الفضاء عام 1981. حلل هانسن والمؤلف المشارك الذي معه درجة حرارة السطح في محطات الأرصاد الجوية مركزةً على السنوات بين 1882 إلى 1985. تبين أن درجات الحرارة للمحطات الأقرب من 1000 كيلومتر مترابطة بشكل كبير، خصوصًا في خطوط العرض المتوسطة، موفرةً وسيلة للجمع بين بيانات المحطة لتوفير اختلافات دقيقة طويلة الأجل. استنتجوا أن بالإمكان تحديد متوسط درجات الحرارة حتى بالرغم من أن محطات الأرصاد الجوية تقع عادةً في نصف الكرة الأرضية الشمالي وتقتصر على المناطق القارية. وُجد أن الاحتباس في القرن الماضي كان 0.5-0.7 درجة مئوية، مع تشابه الاحتباس في نصفي الكرة الأرضية. عندما حُدِّث التحليل عام 1988، سُجلت الأعوام الأربعة الأكثر حرارة جميعها في ثمانينيات القرن العشرين. كانت الأعوام 1981 و1987 أكثر الأعوام حرارة. خلال اجتماع لمجلس الشيوخ في 23 يونيو، 1988، ذكر هانسن أنه كان متأكدًا بنسبة 99% بأن الأرض كانت أكثر حرارةً في ذلك الوقت من أي وقت مضى تم قياسها فيه، كان هنالك علاقة سبب ونتيجة واضحة مع أثر الاحتباس الحراري وأخيرًا بسب الاحتباس الحراري، وكانت احتمالية حدوث طقس شاذ تزداد بانتظام.
مع ثوران جبل بيناتوبو عام 1991، شهد عام 1992 انخفاضًا في درجات الحرارة العالمية. كان هنالك شك أن هذا سوف يجعل السنتين القادمتين أكثر برودةً بسبب الارتباط التسلسلي الكبير في درجات الحرارة العالمية. وجد باسيت ولين أن الاحتمالات الإحصائية لحدوث درجة حرارة جديدة مسجلة هي صغيرة. ردَّ هانسن عن طريق القول بأن وجود معلومات داخلية حوَّل الاحتمالات لأولئك الذين يعرفون فيزياء النظام المناخي، وأن حدوث درجة حرارة جديدة يعتمد على استخدام مجموعة بيانات معينة.

## جوائز
حصل على جوائز منها:
- Carl-Gustaf Rossby Research Medal [الإنجليزية]‏ (2009)
- جائزة الجمعية الأميركية لتقدم العلوم للحرية والمسؤولية العلمية [الإنجليزية]‏
- جائزة صوفي
- جائزة الكوكب الأزرق.

## روابط خارجية
- جيمس هانسن على موقع IMDb (الإنجليزية)
- جيمس هانسن على موقع مونزينجر (الألمانية)
- جيمس هانسن على موقع إن إن دي بي (الإنجليزية)
- جيمس هانسن على موقع قاعدة بيانات الفيلم (الإنجليزية)